# Brent Wright
Brindley Lambert Wright, detto Brent (Miami, 6 maggio 1978), è un ex cestista statunitense, professionista nella NBDL e in Europa.

## Palmarès
- Campionato svedese: 1

Plannja Basket: 2003-04
- Campionato belga: 6

Ostenda: 2005-06, 2011-12, 2012-13, 2013-14
Spirou Charleroi: 2009-10, 2010-11
- Campionato croato: 1

Cibona Zagabria: 2006-07
- Coppa del Belgio: 2

Ostenda: 2013, 2014